# Régiment de Rheinach
Le régiment de Reinach est un régiment d’infanterie suisse du royaume de France créé en 1758, devenu sous la Révolution le 100e régiment d'infanterie de ligne.

## Création et différentes dénominations
- 1758 : création du régiment d'Eptingen
- 1783 : renommé régiment de Schonau
- 1786 : renommé régiment de Reinach[1]
- 1er janvier 1791 : renommé 100e régiment d’infanterie de ligne
- 20 août 1792 : licencié, retourne au service de la Suisse

## Colonels et mestres de camp
- 1er mars 1758 : Jean-Baptiste Ferdinand Sébastien, baron d'Eptingen
- 22 juin 1783 : François-Xavier, baron de Schonau et chevalier de Malte[2]
- 23 juillet 1786 : François Sigismond Philippe, baron de Reinach-Steinbrunn[3]

## Historique des garnisons, combats et batailles

### Régiment d'Eptingen (1758-1783)

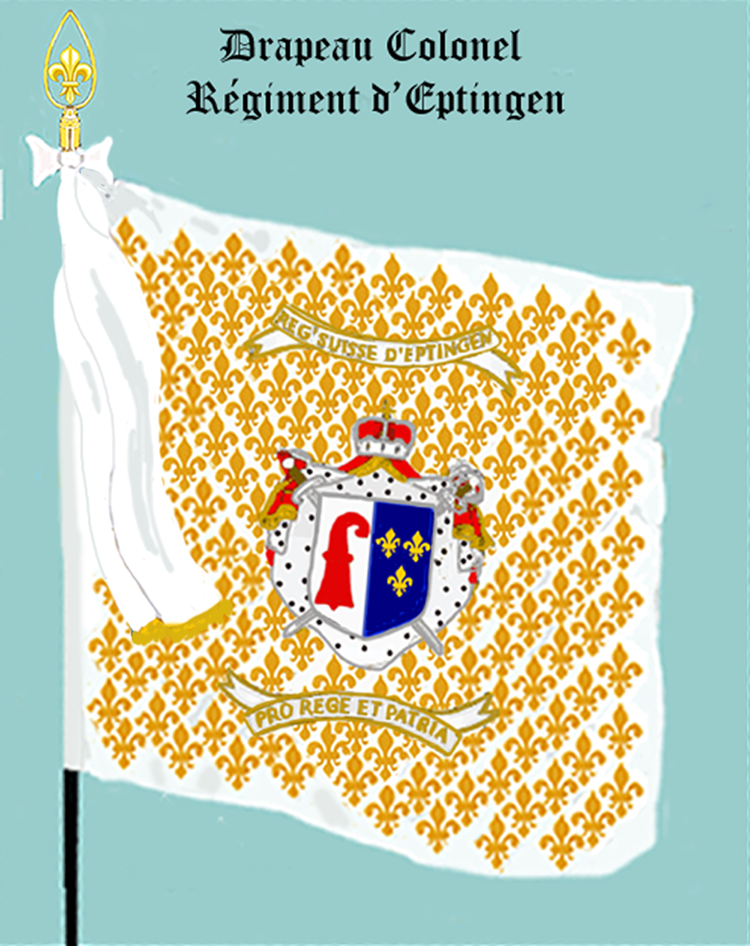
drapeau colonel du régiment d'Eptingen de 1758 à 1783
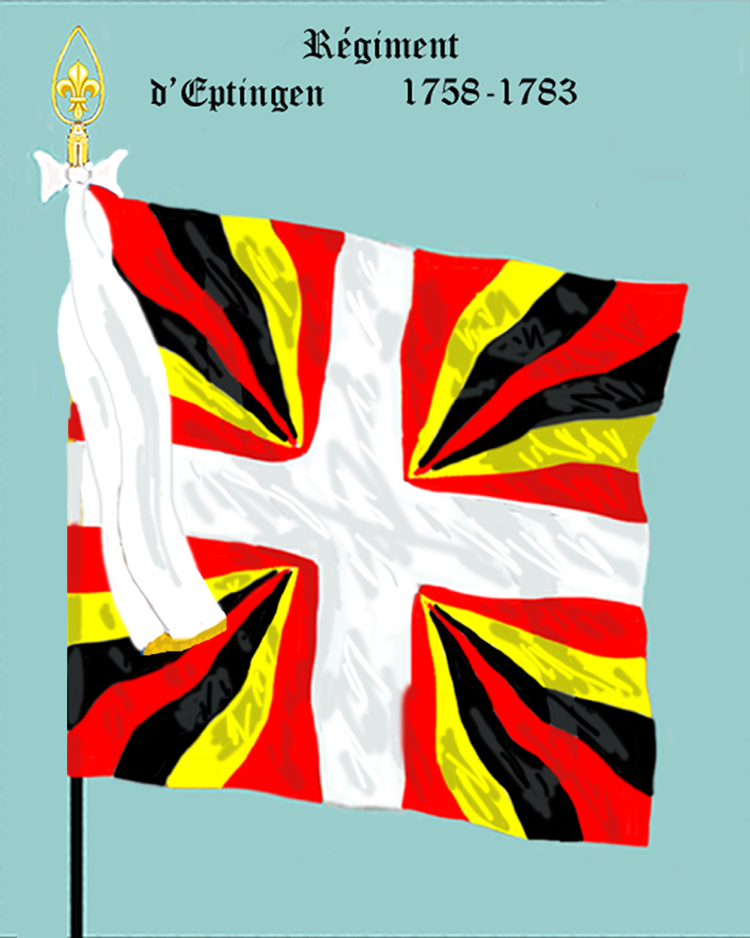
régiment d'Eptingen de 1758 à 1783
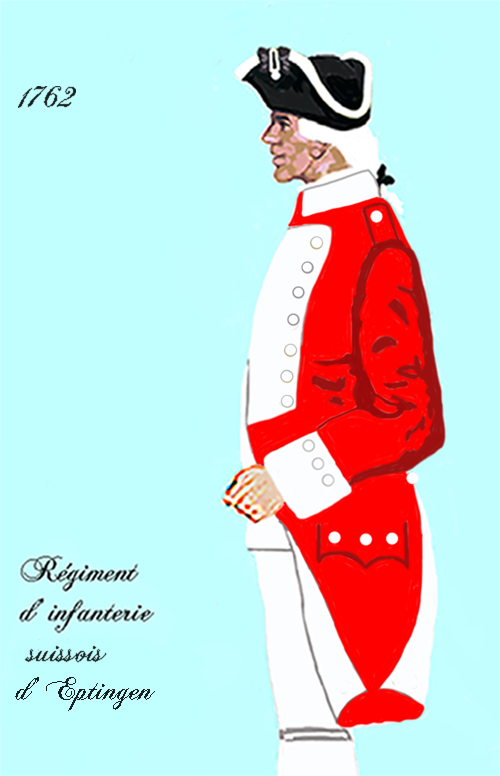
régiment d’Eptingen de 1762 à 1776

Ce corps, le dernier des régiments suisses, a été levé par ordonnance du 25 février 1758. Le roi, dans le préambule de cette ordonnance, agrée l'offre qui lui est faite par Guillaume, baron de Reinck-Baldestein, prince-évêque de Bâle, de lever pour le service du roi de France, dans les pays de la souveraineté de l'évêque, un régiment de 12 compagnies, sous le commandement du baron d'Eptingen, grand-maréchal héréditaire de l'évêché de Bâle.

#### Guerre de Sept Ans
Le régiment d'Eptingen, qui s’était assemblé à Strasbourg, quitte cette place en 1759, et, dans le cadre de la guerre de Sept Ans, rejoint l’armée d’Allemagne avec laquelle il se trouve en 1760 aux batailles de Corbach et de Birkfeld et s'illustre à Grebenstein le 24 juin 1762

#### Période de paix
À la cessation des hostilités, le régiment d'Eptingen revient à Strasbourg, d’où il va à Neufbrisach en mai 1763, à Lille en novembre 1764, à Landrecies et Avesnes en octobre 1765, à Mézières en novembre 1766, au camp de Compiègne en juillet 1767, à Besançon après la levée du camp, et en juin 1768, à Toulon, où il s’embarque aussitôt pour la Corse.

#### Guerres d'indépendance corse
Engagé dans la guerre d'indépendance corse le régiment se distingue, le 1er août 1769, aux combats de Barbaggio et de Patrimonio, et il revient peu de jours après à Toulon,.

#### Période de paix
En novembre 1769 il se rend à Wissembourg et Lauterbourg. Il passe ensuite à Phalsbourg en septembre 1772, à Bitche en septembre 1773, à Mézières en mai 1774, à Neufbrisach en octobre 1775, à Wissembourg et Fort-Louis en octobre 1777, à Rochefort en juin 1780, à l'île de Ré en octobre 1780, à La Rochelle en septembre 1781, où il prit en 1783 le nom de régiment de Schonau.

### Régiment de Schonau (1783-1786)

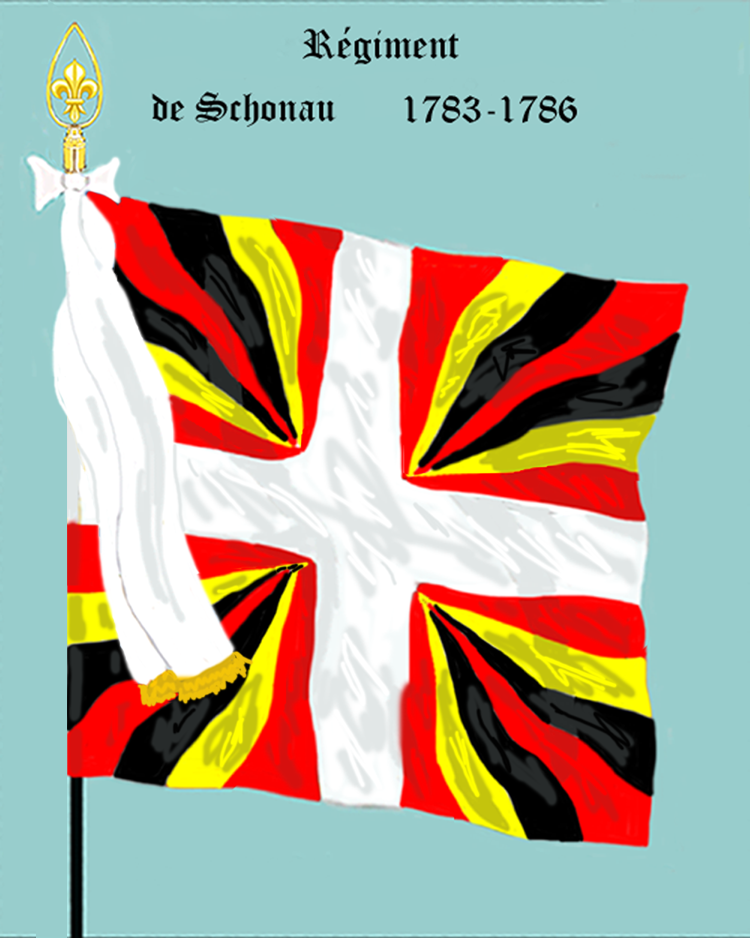
régiment de Schonau de 1783 à 1786
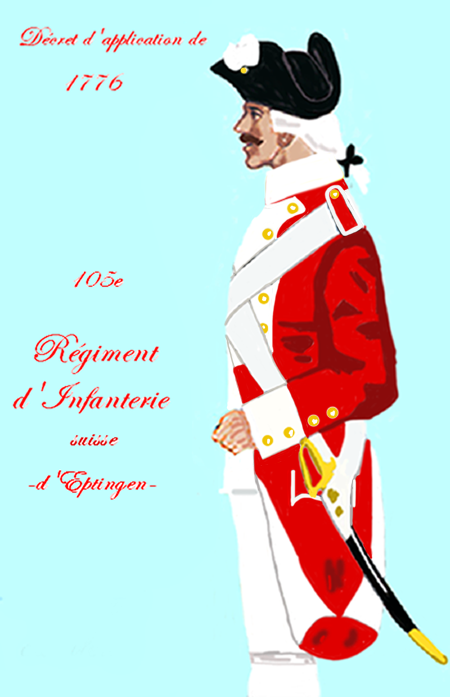
de 1776 à 1791

#### Période de paix
Le régiment de Schonau prend alors garnison à Phalsbourg en décembre 1783, à Strasbourg en octobre 1785.

### Régiment de Reinach (1786-1791)

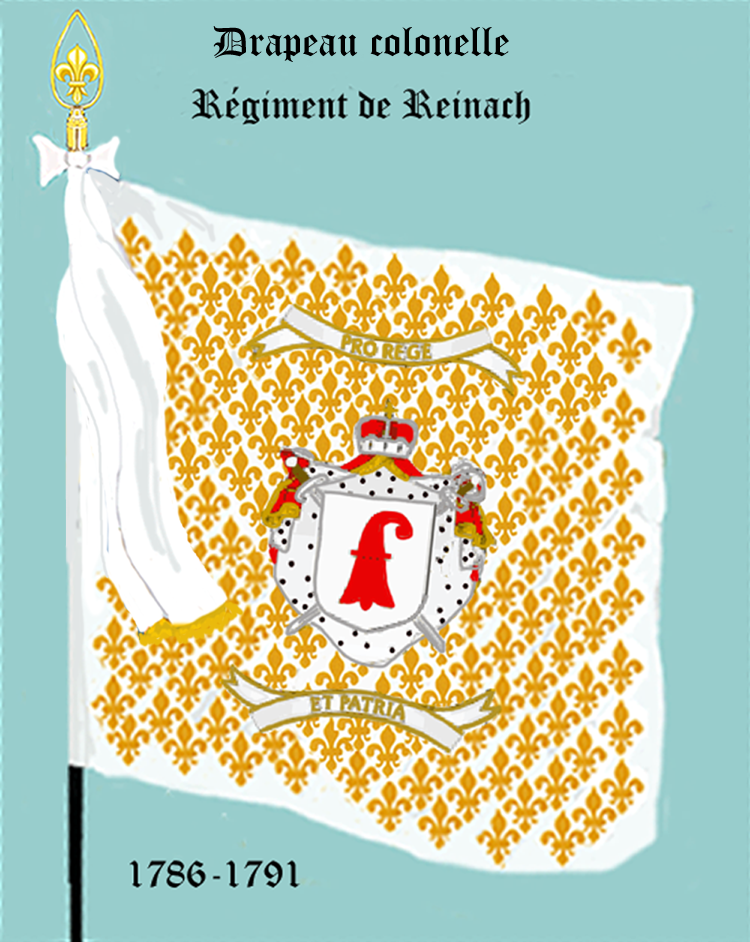
drapeau colonel du régiment de Reinach de 1786 à 1791
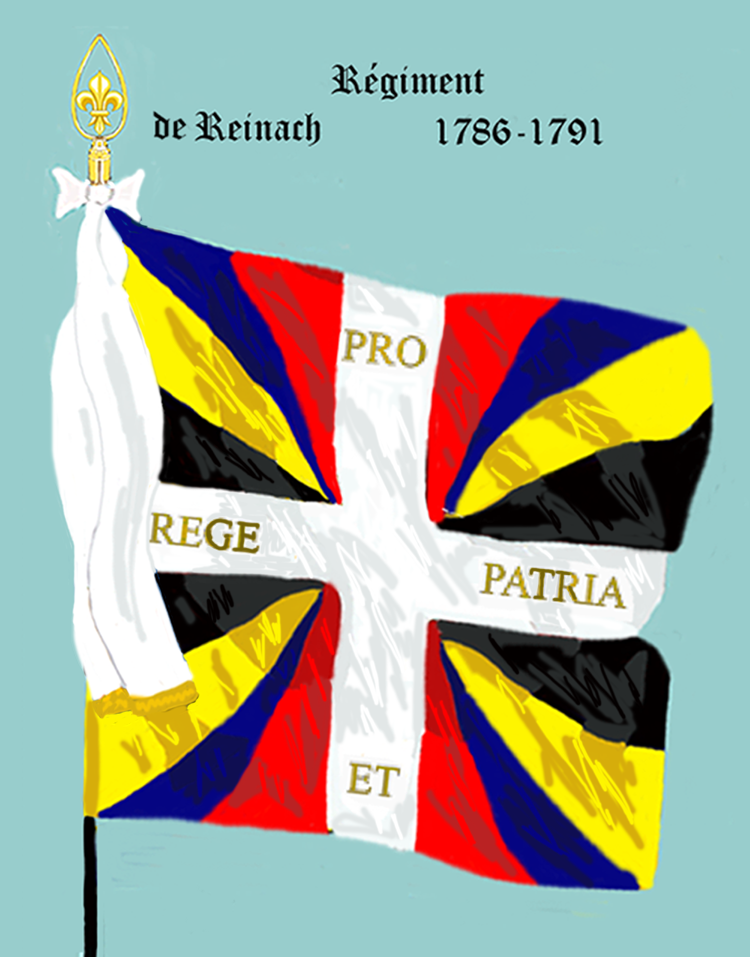
régiment de Reinach de 1786 à 1791

#### Période de paix
Devenu régiment de Reinach, le régiment se trouve au Fort-Louis en octobre 1786, à Strasbourg en juin 1787, à Wissembourg et Fort-Louis en octobre 1787, à Landrecies en avril 1788, à Givet en juin 1788, et à Maubeuge en avril 1789. Il fut appelé 3 mois plus tard à Saint-Denis.

### 100erégiment d'infanterie de ligne ci-devant Reinach (1791-1792)

#### Révolution Française

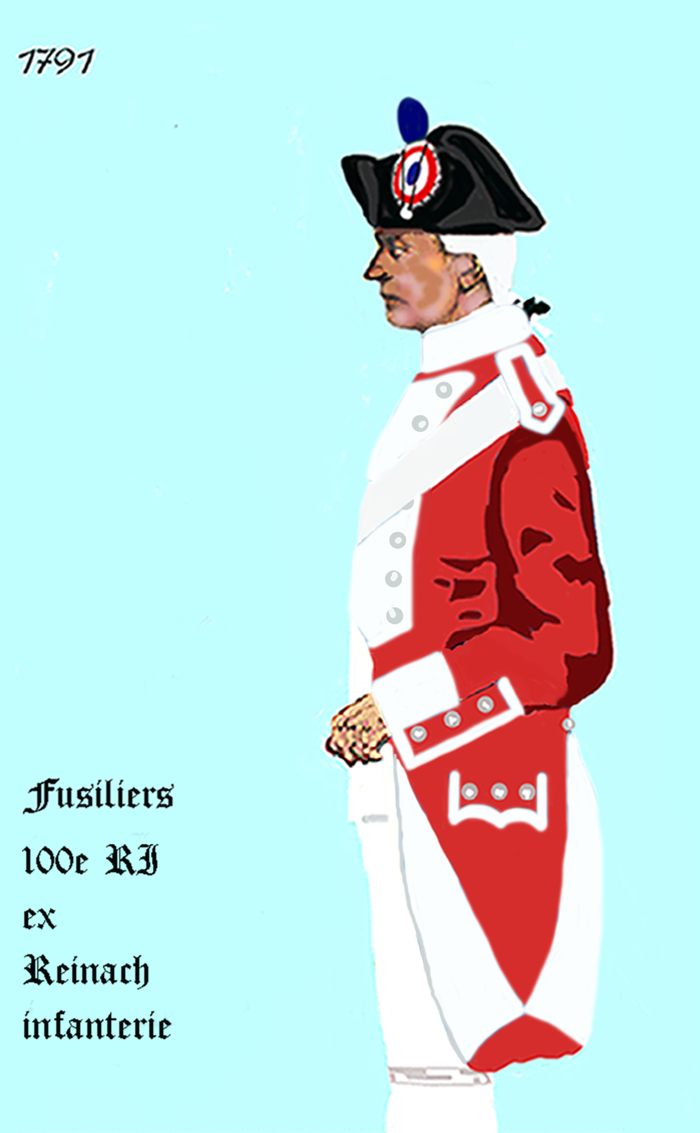
100e régiment d’infanterie de ligne de 1791 à 1792

L'ordonnance du 1er janvier 1791 fait disparaître les diverses dénominations, et les corps d'infanterie ne sont désormais plus désignés que par le numéro du rang qu'ils occupaient entre eux. Ainsi, 101 régiments sont renommés. Les régiments sont toutefois largement désignés avec le terme ci-devant, comme 100e régiment d'infanterie ci-devant Reinach.
Après les évènements de Paris en 1791, il retourna à Maubeuge et eut quelques démêlés avec le régiment d'Orléans, qui partageait avec lui la garnison de Maubeuge.

La même année, le 100e régiment d'infanterie ci-devant Reinach, fut accusé d'avoir failli commencer les hostilités avec l'Autriche sans déclaration de guerre. Il était alors en garnison à Maubeuge.

Des soldats du régiment rencontrèrent, sur la route de Mons, des recruteurs autrichiens qui tentèrent de les débaucher. Les hommes du régiment de Reinach refusèrent et il y eut un échange de quelques coup de fusil. Les soldats suisses furent accusés d'avoir tiré les premiers, et le régiment de Reinach fut envoyé en garnison à Arras.
Le 100e régiment d'infanterie de ligne est licencié le 20 août 1792.